# Quận Lassen, California
Quận Lassen là một quận trong tiểu bang California, Hoa Kỳ. Quận lỵ đóng tại thành phố Susanville2. Theo Cục điều tra dân số Hoa Kỳ, dân số năm 2000 của quận này là 34.574 người 2.

## Địa lý
Theo Cục điều tra dân số Hoa Kỳ, quận có tổng diện tích là 4.720 dặm vuông (12.226 km ²), trong đó, 4.557 dặm vuông (11.803 km ²) là đất và 163 dặm vuông (422 km ²) của nó (3,46%) là nước. Một phần của Vườn quốc gia Núi lửa Lassen kéo dài vào một góc phía tây của quận.

### Thành phố và thị trấn
| - Bieber - Clear Creek Junction - Doyle - Herlong - Janesville - Johnstonville - Litchfield - Madeline - Milford | - Nubieber - Ravendale - Standish - Spalding Tract - Susanville - Termo - Wendel - Westwood |